# Gerd Kommer

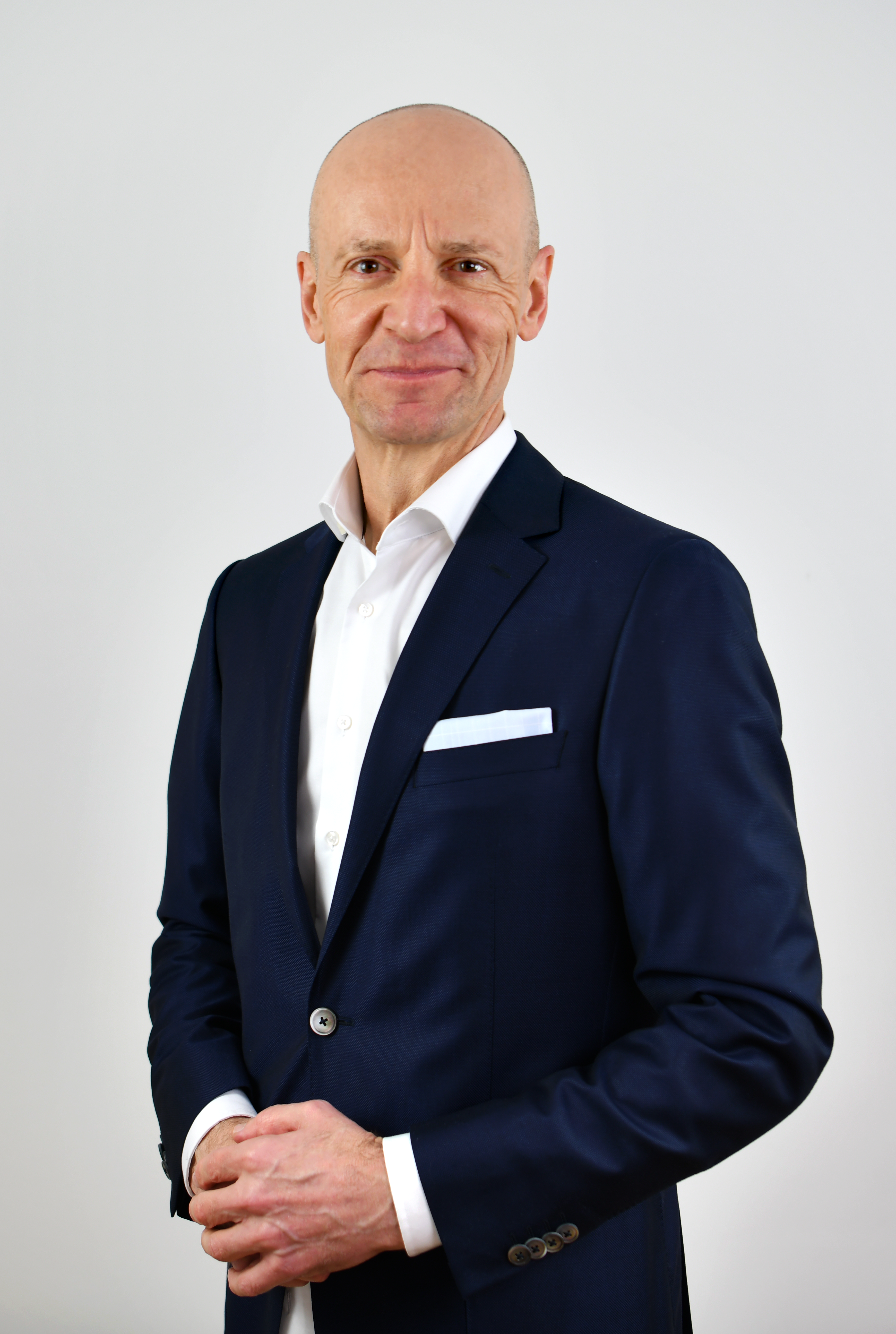
Porträt von Gerd Kommer (2022)

Gerd Kommer (* 1962) ist ein deutscher Investmentbanker und Autor.

## Biografie
Von 1983 bis 1989 studierte Kommer Politikwissenschaft, Volkswirtschaftslehre und Kommunikationswissenschaft im M.A. (Magister Artium) an der Ludwig-Maximilians-Universität München. Bis zur Weiterführung seines Studiums arbeitete er für 1,5 Jahre als Analyst bei der TCM Management Consulting GmbH in München. Darauf folgte ein Master of Business Administration (1991–1993) an der Vanderbilt University in Nashville (USA), bei dem Kommer den Schwerpunkt Finanzierung und Rechnungswesen wählte.
Von 1993 bis 2006 war er als Abteilungsleiter und Firmenkundenbetreuer für die damalige Bayerische Vereinsbank AG, heutige Hypovereinsbank, tätig. Er arbeitete drei Jahre lang als Firmenkundenbetreuer in Halle und Dessau, insgesamt sechs Jahre lang als Abteilungsleiter in München und weitere vier Jahre als Leiter der HVB-Repräsentanz in Johannesburg (Südafrika).
In den darauffolgenden sieben Jahren (2006–2013) fungierte Kommer als Direktor und Co-Niederlassungsleiter der Deutschen Pfandbriefbank AG in London. 2011 promovierte er berufsbegleitend an der Universität Erfurt in Wirtschaftswissenschaften.
Von 2013 bis 2016 war er bei FMS Wertmanagement Service GmbH in London als Niederlassungsleiter beschäftigt. 2015 schloss er ein berufsbegleitendes Studium in Internationalem Steuerrecht als LL.M. (Master of Laws) an der Universität Liechtenstein ab.
Anfang 2017 gründete er die Gerd Kommer Invest GmbH in München, eine Vermögensverwaltung für vermögende Privatkunden, Stiftungen sowie klein- und mittelständische Unternehmen, 2020 die Gerd Kommer Capital GmbH und 2021 die Gerd Kommer GmbH. Er ist geschäftsführender Gesellschafter dieser Unternehmen.

## Tätigkeit als Autor
Ab 1999 veröffentlichte Kommer elf Bücher. Das 2002 veröffentlichte Buch Souverän investieren mit Indexfonds und ETFs wurde über 150.000 mal verkauft und sieben Mal neu aufgelegt (zuletzt 2025), um Neuerungen mit einzubeziehen. 2016 gewann es den Deutschen Finanzbuchpreis.

## Werke
- Cleveres Banking. Profi-Know-how für Klein- und mittelständische Unternehmen. Ueberreuter 1999.
- Die Buy-and-Hold-Bibel. Was Anleger für langfristigen Erfolg wissen müssen, Campus-Verlag, Frankfurt am Main 2009, ISBN 978-3-593-38971-4.
- Herleitung und Umsetzung eines passiven Investmentansatzes für Privatanleger in Deutschland. Langfristig anlegen auf wissenschaftlicher Basis, Campus-Verlag, Frankfurt am Main 2012, ISBN 978-3-593-39703-0.
- mit Olaf Gierhake: Die Optimierung von Quellensteuerbelastungen bei Aktienindexfonds aus Sicht eines Privatanlegers in Deutschland, Books on Demand, Norderstedt 2015, ISBN 978-3-73479902-0.
- Souverän investieren vor und im Ruhestand. Mit ETFs Ihren Lebensstandard und Ihre Vermögensziele sichern, Campus-Verlag, Frankfurt am Main 2020, ISBN 978-3-59351245-7.
- mit Olaf Gierhake: Souverän Vermögen schützen. Wie sich Vermögende gegen Risiken absichern - ein praktischer Asset-Protection-Ratgeber, Campus-Verlag, Frankfurt am Main 2021, ISBN 978-3-593-51368-3.
- Kaufen oder mieten? Wie Sie für sich die richtige Entscheidung treffen, 3. Aufl., Campus-Verlag, Frankfurt am Main 2021, ISBN 978-3-59351476-5.
- Immobilienkauf und -finanzierung für Selbstnutzer. Geld sparen und Fehler vermeiden beim Kauf der eigenen vier Wände, 2. Aufl., Campus-Verlag, Frankfurt am Main 2022, ISBN 978-3-593-51554-0.
- Der leichte Einstieg in die Welt der ETFs. Unkompliziert vorsorgen – ein Starterbuch für Finanzanfänger, FinanzBuch Verlag, München 2022, ISBN 978-3-95972-543-9.
- Souverän investieren für Einsteiger. Wie Sie mit ETFs ein Vermögen bilden, 3. Aufl., Campus Verlag, Frankfurt am Main 2024, ISBN 978-3-593-51868-8.
- Souverän investieren mit Indexfonds und ETFs. Ein Investmentbuch für fortgeschrittene Privatanleger, 7. Aufl., Campus Verlag, Frankfurt am Main 2025, ISBN 978-3-593-52064-3.